# Bleecker
Bleecker es un pueblo ubicado en el condado de Fulton en el estado estadounidense de Nueva York. En el año 2000 tenía una población de 573 habitantes y una densidad poblacional de 3.9 personas por km².

## Geografía
Bleecker se encuentra ubicado en las coordenadas 43°9′29″N 74°23′21″O / 43.15806, -74.38917.

## Demografía
Según la Oficina del Censo en 2000 los ingresos medios por hogar en la localidad eran de $40,000, y los ingresos medios por familia eran $43,333. Los hombres tenían unos ingresos medios de $31,875 frente a los $22,212 para las mujeres. La renta per cápita para la localidad era de $19,851. Alrededor del 4.2% de la población estaban por debajo del umbral de pobreza.